# 中津賢也
中津 賢也（なかつ けんじ）は、日本の漫画家。「ふぁいてぃんぐ清掃人」で第11回小学館新人コミック大賞に入選し、デビュー。代表作に『黄門★じごく変』『徳川生徒会』、『桃色サバス』など。

## 概要
オカルトネタやアニメ、時代劇のパロディを多用するハイテンションな学園コメディを得意としていたが、小学館『週刊少年サンデー』系統での初期作品は単行本2巻の連載終了が多く、「2巻漫画家」「2巻作家」とも呼ばれていた。このことは本人もだが、友人の漫画家である島本和彦が『燃えよペン』シリーズでよくネタにしていた。初期作品の特徴として、急に極端なディフォルメのとぼけたギャグを差し込んだり、モブキャラを非人間的キャラクターとして描く傾向があった。また、主要キャラクターも基本的に17歳から20歳と高校生以上の年齢に設定されている場合が多く、子供として設定されているキャラであっても「等身が低い」という程度の描き分けだったが、『桃色スレイマン』では子供と大人を明確に描き分けるようになっている。
角川書店『月刊コミックコンプ』を経由して、少年画報社『ヤングキング』にようやく定着するも、2007年から2023年までは休業状態だった。
自らは公言していないが、細野不二彦のアシスタント出身。『桃色サバス』文庫版1巻の巻末に細野が描き下ろしで寄稿しており、「最低2年ぐらいは頑張ってね」と声を掛けていたが、すぐに中津の連載が決定し、わずか数ヶ月でアシスタントを辞めたと描かれている。
妻は漫画家の浜田翔子。上條淳士は高校の先輩。

## 作品リスト

### 読切・短期連載作品
- にゅうたあHERO（『週刊少年サンデー』1983年41.42号）- 『ふぁいてぃんぐスイーパー』に収録。
- 桃（『ビッグコミックスピリッツ』1986年3号）
- 愛と悲しみのマンボ（『週刊ビッグコミックスピリッツ』1986年）- 短編集『てっぺー参上』に収録。
- せいけつ学園戦記（『週刊少年サンデー増刊号』1987年5月号）- 短編集『てっぺー参上』『ふぁいてぃんぐスイーパー（愛蔵版）』に収録。
- SNOW WHITE 疾風怒濤（1988年、『週刊少年サンデー スペシャル増刊号』）- 短編集『てっぺー参上』に収録。
- てっぺー参上（1989年、『月刊コミックコンプティーク』創刊号.創刊2号）- 角川コンプコミックスより短編集『てっぺー参上』として刊行。
- 源平討魔伝（1988年、『増刊マル勝ファミコン コミックスペシャル』掲載）- 短編集『てっぺー参上』に収録。
- ハイランダー<悪魔の雀士>（『別冊近代麻雀』1989年2・3月号）- 短編集『てっぺー参上』に収録。
- 快傑イーピン・ゴッド（『別冊近代麻雀』1989年11・12月号）- 『桃色サバス』に収録。
- 戦え!! 清掃人 1-3（1992年、竹書房）- 『ふぁいてぃんぐスイーパー（愛蔵版）』に収録。
- ふぁいてぃんぐスイーパー（1995年、ヤングキング増刊OURS、No.14）- 『ふぁいてぃんぐスイーパー（愛蔵版）』に収録。
- マジメに占ってもらいました 9（2023年、『ホラーシルキー』Vol.21[1]）
- 桃色スレイマン（2023年、『ホラーシルキー』Vol.23[2][3]）

### 連載作品
- ふぁいてぃんぐスイーパー（1985年、1988年、『週刊少年サンデー』連載） - 1984年12号から連載。全2巻だったが、1988年に単行本未収録分をまとめた3巻が発売された。1996年、YKコミックスより愛蔵版が刊行。
- 黄門★じごく変（1985年 - 1986年、『週刊少年サンデー増刊号』連載） - 1985年2月号から連載。全2巻。
- 徳川生徒会（1987年 - 1988年、『週刊少年サンデー増刊号』連載） - 1986年4月号から連載。全2巻。
- ちぇりーげいる金（1989年 - 1991年、『月刊コミックコンプ』連載） - 全2巻。
- めたもる伊介（1990年、『月刊コミックコンプ』連載）- 掲載誌休刊により未完。単行本未収録のエピソードあり。全2巻。
- God（1992年、角川書店） - 単行本はYKコミックスより『Gods』のタイトルで刊行。全1巻。
- 桃色サバス（1992年 - 1997年、『ヤングキング』連載） - 全12巻。
- 妖怪仕置人（1997年 - 2003年、『ヤングキング』連載） - 全13巻。
- 大江戸せくすぽっぷ（2006年 - 2007年、『ヤングキング』連載） - 全2巻。